# Valentina Arenzvari

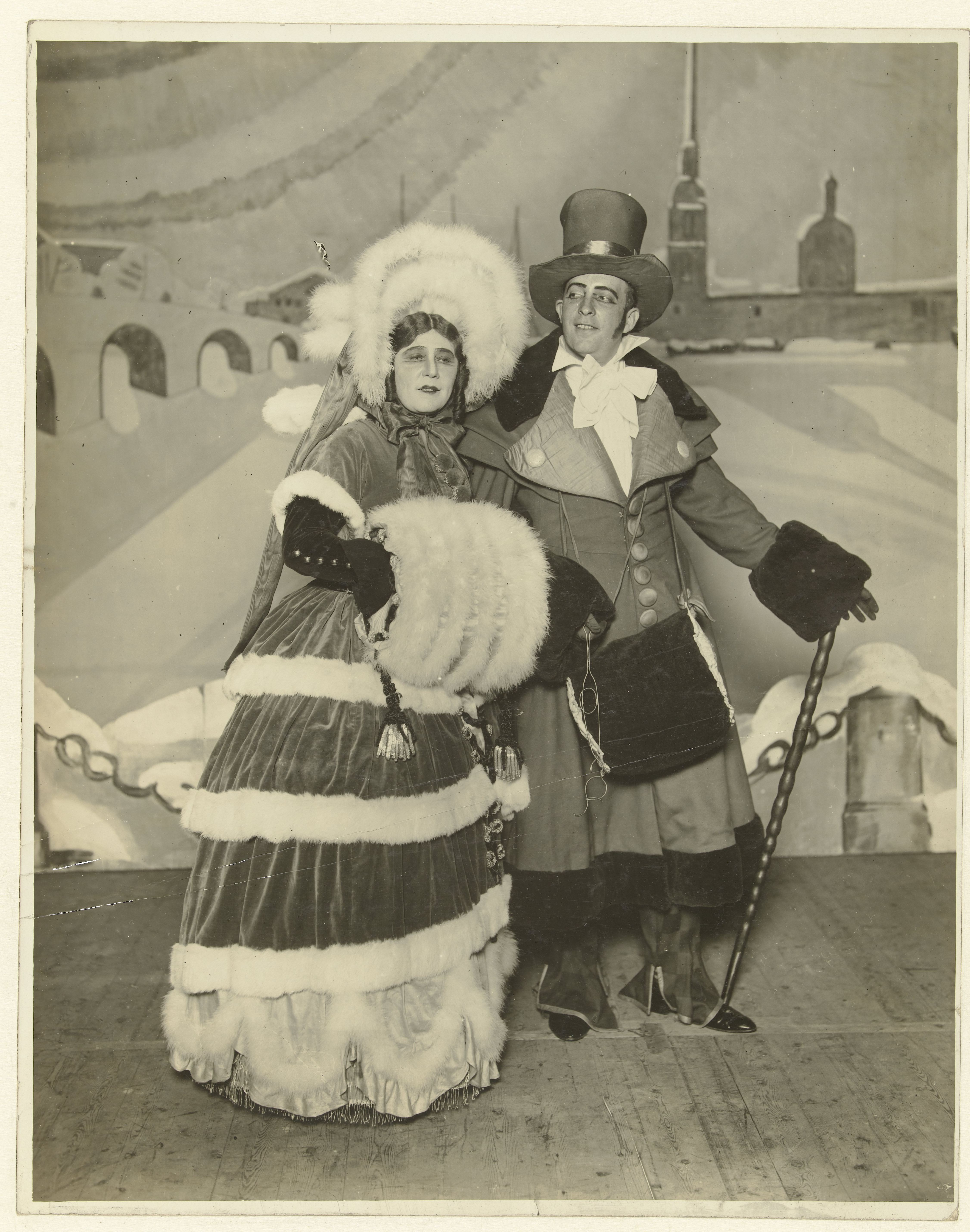
Valentina Arenvari und D. Libidius in Amsterdam, wahrscheinlich 1929

Valentina Arenzvari (armenisch Վալենտինա Արենզվարի, * 14. Februarjul. / 26. Februar 1884greg. in Moskau, Russisches Kaiserreich; † 4. Februar 1943 in Berlin) war eine armenische Schauspielerin in Moskau und Berlin.

## Leben
Valentina Arenzvari absolvierte die Schauspielabteilung des Moskauer Konservatoriums mit einer Silbermedaille.
Seit 1907 spielte sie im Moskauer Korsch-Theater, seit 1915 im Moskauer Dramatischen Theater und seit 1919 im Maly-Theater.
Danach ging sie in die Emigration. Ende 1921 begründete sie mit ihrem Mann Jakov Jushny das russische Theatercabaret Der Blaue Vogel in Berlin und spielte für dieses bis etwa 1938 in über 50 Städten weltweit.
1943 starb sie in Berlin.

## Filmografie
Valentina Arenzvari spielte in zwei Stummfilmen als Schauspielerin mit
- 1911 Oborona Sewastopolja [Die Verteidigung von Sewastopol], Russland, als Zarin Jewgenija
- 1917 Rab  schentschiny [Der Knecht der Frau], Russland